# Estadio Correcaminos
Estadio Correcaminos – stadion piłkarski w salwadorskim mieście San Francisco Gotera, w departamencie Morazán. Obiekt może pomieścić 12 000 widzów, a swoje mecze rozgrywa na nim drużyna CD Vista Hermosa. 
Stadion został otwarty w 2009 roku, jego nazwa odnosi się do przydomka drużyny CD Vista Hermosa, która rozgrywa na nim swoje spotkania. Koszt budowy wyniósł ponad pół miliona dolarów amerykańskich. Arena jest własnością narodowego instytutu sportu – Instituto Nacional de los Deportes de El Salvador. Inauguracja obiektu nastąpiła 5 kwietnia 2009, kiedy to w meczu ligowym zmierzyły się zespoły Vista Hermosa i Juventud Independiente; konfrontacja ta zakończyła się ostatecznie zwycięstwem gospodarzy 1:0, zaś premierowego gola na stadionie strzelił Luciano Valerio.